# Tamara Lah Turnšek
Tamara Lah Turnšek, slovenska biokemičarka, * 1947, Ljubljana.
Do februarja 2018 je bila direktorica Nacionalnega inštituta za biologijo. Je tudi predavateljica na Biotehniški fakulteti in Fakulteti za kemijo in kemijsko tehnologijo v Ljubljani.

## Življenjepis
Po diplomi iz organske kemije in magisteriju ter doktoratu (1983) iz biokemije je bila (1971-96) zaposlena na Oddelku za biokemijo in molekularno biologijo na Inštitutu »Jožef Stefan« in vmes (1974-79) v Kliničnem laboratoriju Pediatrične klinike v Ljubljani. Leta 1989 je postala docentka na FNT (zdaj FKKT) v Ljubljani, 1991-94 je bila vodja laboratorija za raziskave metastaziranja na Medicinskem centru Albert Einstein v Filadelfiji (ZDA).
Od leta 1996 do februarja 2018 je bila direktorica Nacionalnega inštituta za biologijo, kjer je med leti 1997 in 2004 delovala tudi kot vodja Oddelka za genetsko toksikologijo in biologijo raka.
Leta 2006 je bila izvoljena za redno profesorico na Biotehniški fakulteti v Ljubljani.
Od 2001 do 2014 je bila članica Komisije za ženske v znanosti. V prvem in drugem 4-letnem mandatnem obdobju je nekaj let predsedovala komisiji. 
Septembra 2011 jo je Borut Pahor, takratni predsednik 9. vlade RS, predlagal za ministrico za visoko šolstvo, znanost in tehnologijo. 14. septembra je dobila tudi potrditev pristojnega državnozborskega odbora, vendar je Državni zbor v paketnem glasovanju 20. septembra zavrnil vse ministrske kandidate, s tem pa je bila izglasovana tudi nezaupnica vladi. Na predčasnih državnozborskih volitvah, ki so sledile, je kandidirala na listi SD, a ni bila izvoljena za poslanko.
Bila je predsednica Sveta za znanost in tehnologijo v mandatnem obdobju od 17. 7. 2014 do 17. 7.2018.
Leta 2014 je bila imenovala za predsednico Odbora Republike Slovenije za Zoisovo nagrado, Zoisovo priznanje, priznanje ambasador znanosti Republike
 Slovenije in Puhovo priznanje. (do 2019).

## Nagrade in priznanja
- Lapanjetova nagrada Slovenskega biokemijskega društva (2010)[11]
- Poveljnica reda Rio Branco Federativne republike Brazilije (2018)[12]
- izredna članica Inženirske akademije Slovenije (IAS)
- Zoisova nagrada za življenjsko delo (2020)